# 松本駝堂

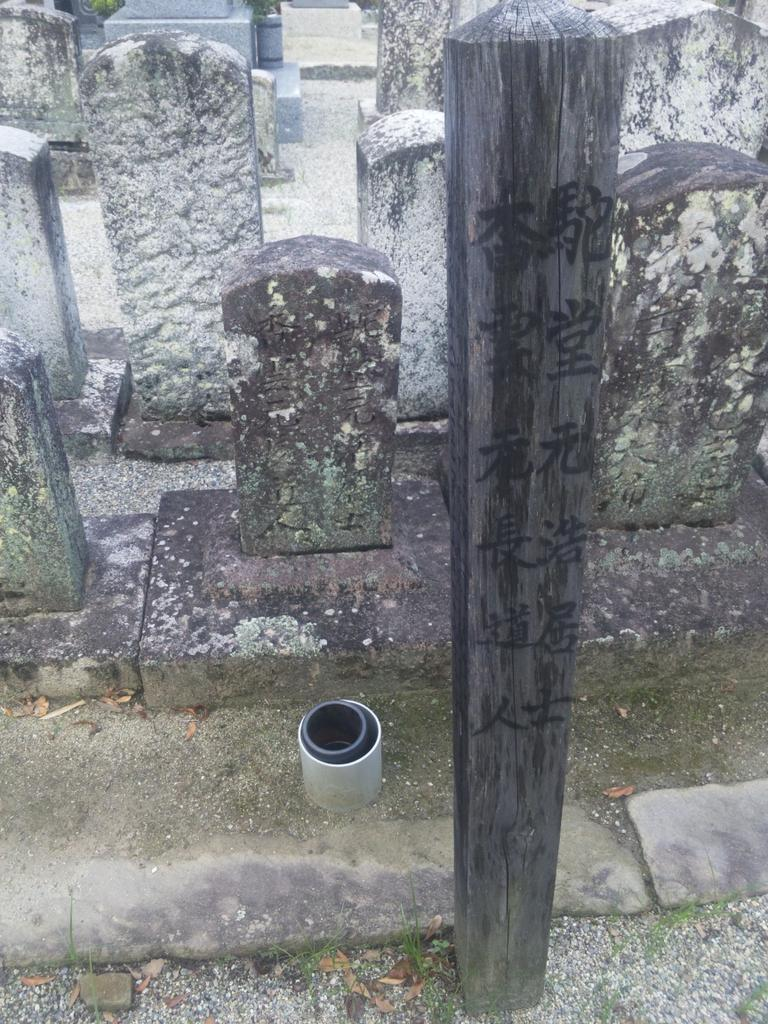
松本駝堂墓：来迎寺 (松阪市白粉町)

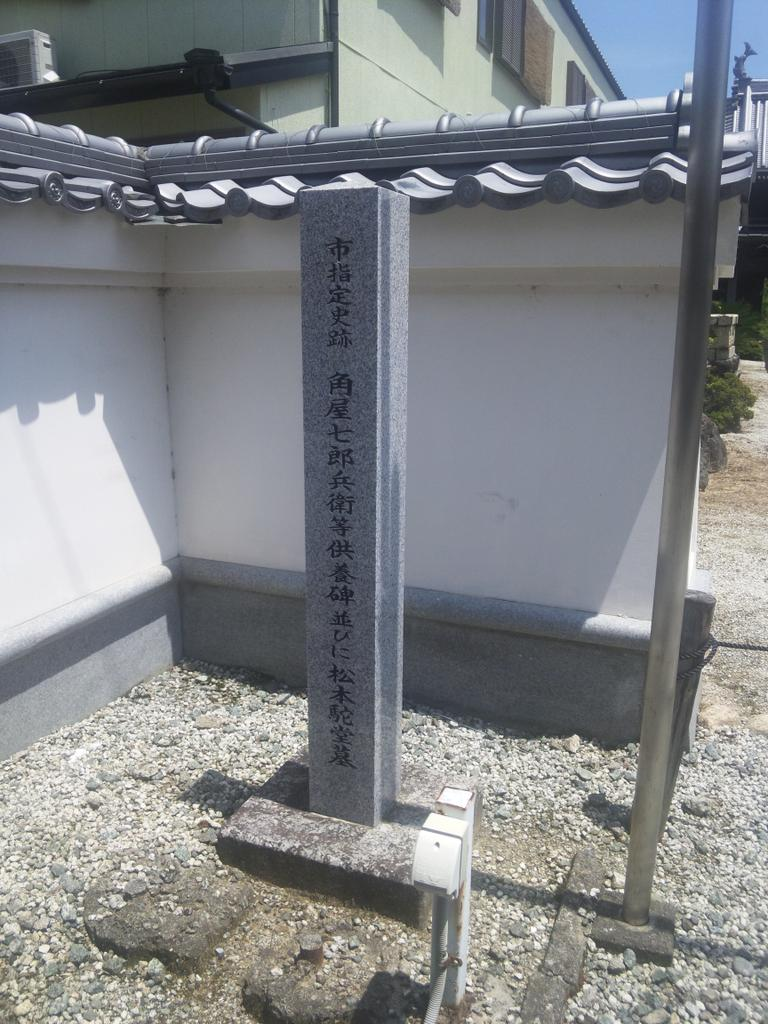
「角屋七郎兵衛等供養碑並びに松本駝堂墓」市指定史跡碑：来迎寺（松阪市白粉町）

松本 駝堂（まつもと だどう、延宝元年（1673年） - 寛延4年1月15日（1751年2月10日）は、江戸時代中期の外科医、本草学者。駝堂は字。本姓は佐々木。名は元活。号は松本六郎次郎賓秋。松本駄堂ともされる。
第8代徳川吉宗の治める享保年間、当時の医薬不足の解消、薬効研究のため、江戸幕府の命のもとで医薬となる植物を求めて諸国を巡り、薬草を調査・採取した。熊野では天然の和人参を採取した。
次男は禅僧・画家・篆刻家の悟心元明。

## 略歴

### 生まれ
駝堂は、伊勢国松坂の「角屋」一族の別家の生まれである。角屋家は、本能寺の変で徳川家康の堺からの脱出を手助けした角屋七郎次郎秀持（本姓・松本氏）をルーツに持つ、徳川氏の御用商人であった。代々、角屋家の本家当主は角屋七郎次郎を名乗る。（代数は秀持を初代とする場合と2代目とする場合がある。）
角屋家に別家が出来た理由は、先述の秀持の孫の忠祐が子宝に恵まれなかったからである。そこで忠祐は2人養子を迎えた。ひとりには本家（七郎次郎家）を継がせた（角屋七郎次郎有久）。そしてもうひとりのために伊勢松坂の中町に別家（六郎次郎家）が創設された（松本六郎次郎久林、法名久也・または休也）。この久林が駝堂の父である。久林は木綿や茶や薬を商い、江戸にも店舗を構えた。駝堂はよく学び、家業の薬学や医学の習得にはことさら励んだ。駝堂は次男だったが、兄の久武が出家したため、駝堂が父親の家業を継ぐことになった。このとき号を松本六郎次郎賓秋とした。

### 採薬と発見
徳川吉宗が将軍になった翌年の享保2年(1717年)、幕府は日本中の本草学者を江戸に集めて医薬の興隆をはかった。当時の日本は医薬、特に大陸原産の高麗人参不足の解決が問題となっていた。駝堂は「科学上、この人参は日本にも必ず天然産がある」という説を唱えた。そして、歩いた。伊豆国や紀州などの採薬に身を投じた。駝堂は享保5年（1720年）には大峰山に登り、熊野をめぐり、和気（現在の熊野市紀和町和気）で天然の和人参を発見した。この人参は「熊野直根」といわれた。翌享保6年（1721年）には幕府の命で再び熊野の和気で和人参を採取して幕府に奉じた。徳川幕府は、駝堂の功績に対して賞を与え、深くその労をいたわったという。

### 駝堂の妻子
駝堂は濱田という家の女性と結婚し、二男を儲けたが、妻は1722年（享保7年）9月18日に若くしてこの世を去ってしまった。駝堂が幕府に和人参を奉じた翌年のことであった。長男の大慎は外科医を継ぎ、次男の悟心元明は僧となった。つまり駝堂は兄も次男も出家している。

### 駝堂と「陀堂」の系譜
また、駝堂は久世家の義一という人物を養子にとり、「二代目松本陀堂」として江戸の店を任せた。だがこの江戸店は、この代で廃業となってしまった。
松本一族の系譜図には駝堂（賓秋）の長男や次男に並ぶ系譜として、「松本陀堂守善」、その子「松本陀堂敬信」、その子「松本陀堂綱義」という名前が並んでいる。
駝堂の死後、半世紀あまりが過ぎた1807年（文化4年）には、その時代の「松本陀堂」が角屋七郎兵衛についてまとめた『安南記』という著書を書いている。これは「角屋家貿易関係資料」における「角屋家文書・7巻1冊」のなかの一冊として、1982年（昭和57年）6月5日に国の重要文化財に指定されており、現在は伊勢神宮の博物館である神宮徴古館が所蔵している。

### 辞世の句
駝堂は1751年2月10日（寛延4年1月15日）に病死した。辞世の句を死の前日に残している。
「ありかたく たうときことを 今そ知る をきや阿字也というは 不可思議 」
法名は一繭舎駝堂元活居士。
来迎寺 (松阪市白粉町)にある駄堂の墓は、『松本駝堂墓』として、松阪市の指定文化財となっている。また、彼の記録は『近世畸人伝』(伴蒿蹊)、『松坂権輿雑集』(久世兼由)、『安南貿易家角屋七郎兵衛 : 附・松本一族』等に取り上げられている。
駝堂の伊勢国松坂の地からは、駝堂のすぐ後の世代より丹羽正伯・植村政勝といった本草学者達が輩出された。さらには松阪より近い多気からも野呂元丈も出て、日本の薬学の支えとなったのであった。